# Estnische Leichtathletik-Meisterschaften 2020
Die 103. Estnischen Leichtathletik-Meisterschaften wurden vom 8. bis 9. August 2020 im Kadrioru staadion in der Hauptstadt Tallinn ausgetragen. Die Bewerbe über 10.000 Meter wurden am 19. Juli abgehalten.

## Medaillengewinner

### Männer
| Disziplin        | Gold                      | Leistung        | Silber                    | Leistung        | Bronze                    | Leistung        |
| ---------------- | ------------------------- | --------------- | ------------------------- | --------------- | ------------------------- | --------------- |
| 100 m            | Henri Sai                 | 10,53 s NL      | Ken-Mark Minkovski        | 10,66 s SB      | Hans-Christian Hausenberg | 10,73 s SB      |
| 200 m            | Henri Sai                 | 21,08 s NL      | Marek Niit                | 21,27 s SB      | Ken-Mark Minkovski        | 21,56 s         |
| 400 m            | Rasmus Mägi               | 46,26 s NL      | Sten Ander Sepp           | 48,33 s PB      | Rivar Tipp                | 49,00 s SB      |
| 800 m            | Kaarel Sander Kljuzin     | 1:52,13 min PB  | Rasmus Kisel              | 1:52,58 min     | Enari Tõnström            | 1:52,95 min SB  |
| 1500 m           | Kaur Kivistik             | 3:54,56 min NL  | Tiidrek Nurme             | 3:54,97 min SB  | Olavi Allase              | 3:56,33 min SB  |
| 5000 m           | Tiidrek Nurme             | 14:36,84 min NL | Roman Fosti               | 14:46,39 min SB | Leonid Latsepov           | 14:56,33 min    |
| 10.000 m         | Kaur Kivistik             | 30:19,19 min NL | Leonid Latsepov           | 30:23,53 min PB | Dmitri Aristov            | 30:53,41 min PB |
| 110 m Hürden     | Keiso Pedriks             | 14,12 s         | Johannes Treiel           | 14,18 s         | Martin Täht               | 14,38 s PB      |
| 400 m Hürden     | Jaak-Heinrich Jagor       | 50,76 s NL      | Sten Ander Sepp           | 53,12 s PB      | Karl-Oskar Pajus          | 54,73 s PB      |
| 3000 m Hindernis | Kaur Kivistik             | 9:19,12 min NL  | Taavi Kilki               | 9:20,72 min PB  | Ats Sõnajalg              | 9:37,60 min     |
| Hochsprung       | Kristjan Tafenau          | 2,10 m =NL      | Deniss Tšernobajev        | 2,05 m SB       | Karl Lumi                 | 2,05 m          |
| Stabhochsprung   | Eerik Haamer              | 5,20 m =NL      | Hans-Christian Hausenberg | 5,15 m PB       | Tony Ats Tamm             | 4,60 m PB       |
| Weitsprung       | Hans-Christian Hausenberg | 7,91 m NL       | Rain Kaks                 | 7,56 m SB       | Henrik Kutberg            | 6,53 m SB       |
| Dreisprung       | Jaak Joonas Uudmäe        | 16,36 m NL      | Igor Syunin               | 16,15 m SB      | Dmitri Mosendz            | 15,04 m         |
| Kugelstoßen      | Jander Heil               | 19,70 m NL      | Karl Koha                 | 16,46 m         | Priidu Niit               | 15,88 m SB      |
| Diskuswurf       | Martin Kupper             | 61,82 m NL      | Gerd Kanter               | 58,62 m SB      | Priidu Niit               | 57,93 m         |
| Hammerwurf       | Adam Kelly                | 66,97 m         | Toomas Tankler            | 62,14 m         | Mart Olman                | 61,36 m SB      |
| Speerwurf        | Ranno Koorep              | 69,08 m SB      | Tanel Laanmäe             | 68,53 m SB      | Ergo Tamm                 | 65,76 m         |
| Zehnkampf        | Risto Lillemets           | 8133 Punkte PB  |                           |                 |                           |                 |

### Frauen
| Disziplin        | Gold               | Leistung        | Silber             | Leistung        | Bronze             | Leistung        |
| ---------------- | ------------------ | --------------- | ------------------ | --------------- | ------------------ | --------------- |
| 100 m            | Ksenija Balta      | 11,66 s         | Õilme Võro         | 11,79 s         | Ann Marii Kivikas  | 11,87 s PB      |
| 200 m            | Ann Marii Kivikas  | 23,96 s NL      | Kristin Saua       | 24,49 s         | Anna Maria Millend | 24,77 s PB      |
| 400 m            | Marielle Kleemeier | 54,97 s NL      | Annika Sakkarias   | 55,98 s SB      | Helin Meier        | 56,25 s SB      |
| 800 m            | Kelly Nevolihhin   | 2:11,54 min NL  | Helin Meier        | 2:011,81 min SB | Katrin Zaitseva    | 2:12,59 min     |
| 1500 m           | Kelly Nevolihhin   | 4:34,72 min     | Katrin Zaitseva    | 4:35,72 min     | Jekaterina Patjuk  | 4:37,07 min     |
| 5000 m           | Jekaterina Patjuk  | 16:41,26 min NL | Liina Luik         | 17:05,23 min SB | Laura Maasik       | 17:16,99 min PB |
| 10.000 m         | Jekaterina Patjuk  | 34:28,02 min NL | Laura Maasik       | 35:21,94 min PB | Liina Luik         | 35:35,87 min PB |
| 100 m Hürden     | Kreete Verlin      | 13,47 s         | Diana Suumann      | 14,58 s         | Anna Maria Millend | 14,02 s         |
| 400 m Hürden     | Marielle Kleemeier | 59,90 s NL      | Annika Sakkarias   | 59,94 s SB      | Liis Roose         | 61,77 s SB      |
| 3000 m Hindernis | Laura Maasik       | 10:24,71 min NL | Saina Mamedova     | 12:09,70 min    | Merlyn Valma       | 12:21,40 min    |
| Hochsprung       | Lilian Turban      | 1,79 m          | Grete Udras        | 1,73 m SB       | Leanne Siimumäe    | 1,73 m =PB      |
| Stabhochsprung   | Marleen Mülla      | 3,75 m          | Marianne Kivi      | 3,70 m          | Laure Kiivit       | 3,50 m          |
| Weitsprung       | Tähti Alver        | 6,54 m NL       | Ksenija Balta      | 6,53 m SB       | Kreete Verlin      | 6,40 m PB       |
| Dreisprung       | Merilyn Uudmäe     | 13,32 m NL      | Johanna Soover     | 12,57 m         | Eliise Anijalg     | 12,37 m SB      |
| Kugelstoßen      | Valeria Radajeva   | 13,93 m NL      | Monica Vainola     | 13,66 m SB      | Gertu Küttmann     | 13,48 m PB      |
| Diskuswurf       | Kätlin Tõllasson   | 53,37 m SB      | Hanna-Maria Kupper | 51,47 m         | Kelly Heinpõld     | 42,58 m         |
| Hammerwurf       | Anna Maria Orel    | 63,29 m         | Annika Emily Kelly | 53,54 m         | Rael Kalda         | 47,21 m         |
| Speerwurf        | Gerli Israel       | 55,81 m NL      | Mirell Luik        | 53,84 m SB      | Gedly Tugi         | 52,26 m SB      |
| Siebenkampf      | Mari Klaup-McColl  | 6080 Punkte NL  | Pippi Lotta Enok   | 5220 Punkte PB  |                    |                 |